# Kevin Paredes
Kevin Alexander Paredes (ur. 7 maja 2003 w South Riding) – amerykański piłkarz dominikańskiego pochodzenia grający na pozycji bocznego pomocnika w niemieckim klubie VfL Wolfsburg oraz reprezentacji Stanów Zjednoczonych. Uczestnik Letnich Igrzysk Olimpijskich 2024 w Paryżu.

## Sukcesy

### Wyróżnienia
- Młody piłkarz roku w Stanach Zjednoczonych(inne języki): 2023[5][6]